# 中華民國—馬達加斯加關係
中華民國與馬達加斯加共和國（1958—1975年稱馬拉加西）於1960—1972年有官方外交關係，斷交後，目前沒有在對方首都互設具大使館功能的代表機構。對馬達加斯加的相關事務由駐南非共和國臺北聯絡代表處兼轄。

## 政治

### 外交

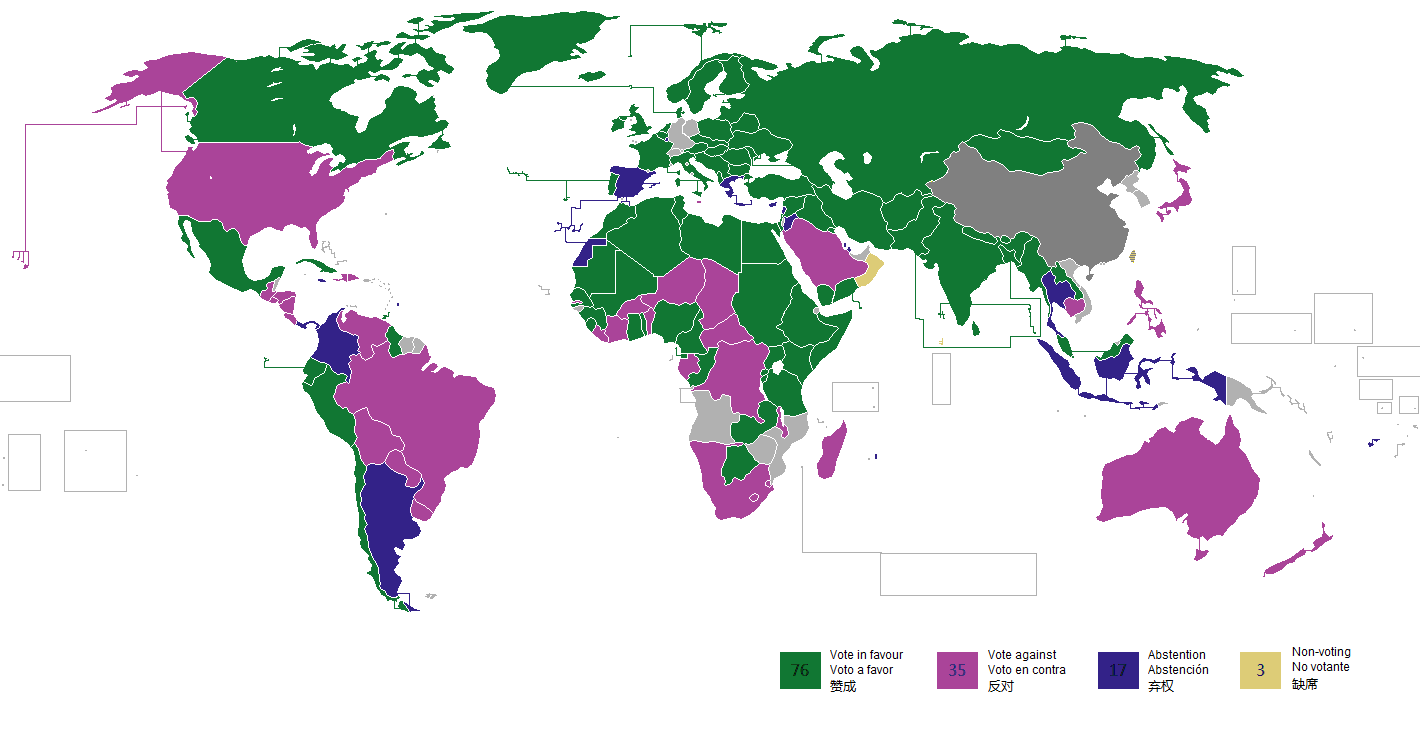
紫色國家表示在1971年的投票中支持中華民國續留聯合國，即《聯合國大會2758號決議》，其中包括當時的馬拉加西。

1945年，在法屬馬達加斯加首府設立中華民國駐塔那那利佛領事館。1948年11月，升格為總領事館。1949年11月11日，總領事谷兆芬宣布「起義回國」，中華民國於1950年1月將其撤職並關閉總領事館。1957年4月11日，恢復總領事館。
1960年6月26日，法屬馬達加斯加獨立。同日，建立大使級外交關係。於首都安塔那那利佛設立中華民國駐馬達加斯加共和國大使館（由總領事館升格），並派駐大使（由總領事升格）。由於馬達加斯加獨立後更改國名為馬拉加西共和國，7月8日，大使館亦改稱駐馬拉加西大使館。
1962年4月3日，馬拉加西總統齊拉納抵台訪問，並會見總統蔣中正。
1964年，於首都臺北設立馬拉加西共和國駐中華民國大使館，並派駐大使。
1972年11月6日，馬拉加西與中华人民共和国建交。12月15日，中華民國宣布與馬拉加西斷交。
1975年12月21日，復更改國名為馬達加斯加民主共和國。
1991年，兩國簽署《中馬特別協議》，6月17日，於馬達加斯加首都設立具大使館功能的中華民國特別代表團。代表團除具商務、領務功能外，並享有外交優遇。1998年9月9日，馬達加斯加內閣會議片面廢止協議，使代表團功能受到很大限制，後於2000年8月30日宣布裁撤。
1992年8月19日，再更改國名為馬達加斯加共和國。
1997年1月，馬達加斯加副總理阿坎姆夫婦應世界自由民主聯盟（世盟）邀請訪台。

## 經濟

### 貿易
| 年分 | 貿易總額    | 貿易總額 | 貿易總額 | 出口至馬達加斯加 | 出口至馬達加斯加 | 出口至馬達加斯加 | 自馬達加斯加進口 | 自馬達加斯加進口 | 自馬達加斯加進口 | 順逆差 |
| 年分 | 金額        | 年增減   | 排名     | 金額             | 年增減           | 排名             | 金額             | 年增減           | 排名             | 順逆差 |
| ---- | ----------- | -------- | -------- | ---------------- | ---------------- | ---------------- | ---------------- | ---------------- | ---------------- | ------ |
| 2017 | 64,114,757  | ▼0.8%    | 97       | 18,178,596       | ▲9.2%            | 111              | 45,936,161       | ▼4.3%            | 82               | 逆差▼  |
| 2018 | 77,464,973  | ▲20.8%   | 94       | 25,187,477       | ▲38.6%           | 106              | 52,277,496       | ▲13.8%           | 83               | 逆差▼  |
| 2019 | 94,584,493  | ▲22.1%   | 90       | 31,081,060       | ▲23.4%           | 98               | 63,503,433       | ▲21.5%           | 77               | 逆差▲  |
| 2020 | 75,850,591  | ▼19.8%   | 92       | 24,398,730       | ▼21.5%           | 101              | 51,451,861       | ▼19.0%           | 83               | 逆差▼  |
| 2021 | 79,500,823  | ▲4.8%    | 100      | 23,044,656       | ▼5.6%            | 102              | 56,456,167       | ▲9.7%            | 87               | 逆差▲  |
| 2022 | 206,853,940 | ▲160.2%  | 78       | 24,868,391       | ▲7.9%            | 105              | 181,985,549      | ▲222.3%          | 61               | 逆差▲  |
| 2023 | 121,744,325 | ▼41.1%   | 85       | 19,257,748       | ▼22.6%           | 107              | 102,486,577      | ▼43.7%           | 69               | 逆差▼  |
| 2024 | 68,749,092  | ▼43.5%   | 94       | 17,609,048       | ▼8.6%            | 109              | 51,140,044       | ▼50.1%           | 81               | 逆差▼  |

2023年的兩國貿易項目如下：
出口至馬達加斯加的前10大項目為：針織或鉤針織品；合成纖維絲紗梭织物；機器腳踏車與腳踏車裝有輔助動力者、邊車；針織或鉤針織之服飾附屬品或零件；电动机與发电机；捲筒或平版之未塗佈纸與紙板；窄幅梭織物；铁或非合金鋼製角、形與型；特殊物品，含出口未超過5萬新臺幣之小額報單與其他零星物品；小客車與其他主要設計供載客之機動車輛等。
自馬達加斯加進口的前10大項目為：未經塑性加工镍；鑌钴與其他煉鈷之中間產品、鈷及其製品；編籃、柳條製品與其他編結品、絲瓜絡製成之物品；天然石墨；丁香；女用或女童用服飾；香草；女用或女童用衫；男用或男童用衫；寶石（不包括钻石）與次寶石等。

### 組織
目前已成立馬達加斯加臺灣商會。

## 協定
| 日期           | 簽署                                         | 備註         |
| -------------- | -------------------------------------------- | ------------ |
| 1962年4月4日   | 《中華民國與馬拉加西共和國友好條約》         |              |
| 1963年11月11日 | 《中華民國政府與馬拉加西共和國政府貿易協定》 | 以下簡稱中馬 |
| 1967年1月9日   | 《中馬農業技術合作協定》                     | [ 註 1 ]     |
| 1968年8月30日  | 《中馬竹作手工業技術合作協定》               | [ 註 2 ]     |

## 簽證

持中華民國護照的中華民國國民簽證要求分布圖：入境馬達加斯加可以落地簽證。

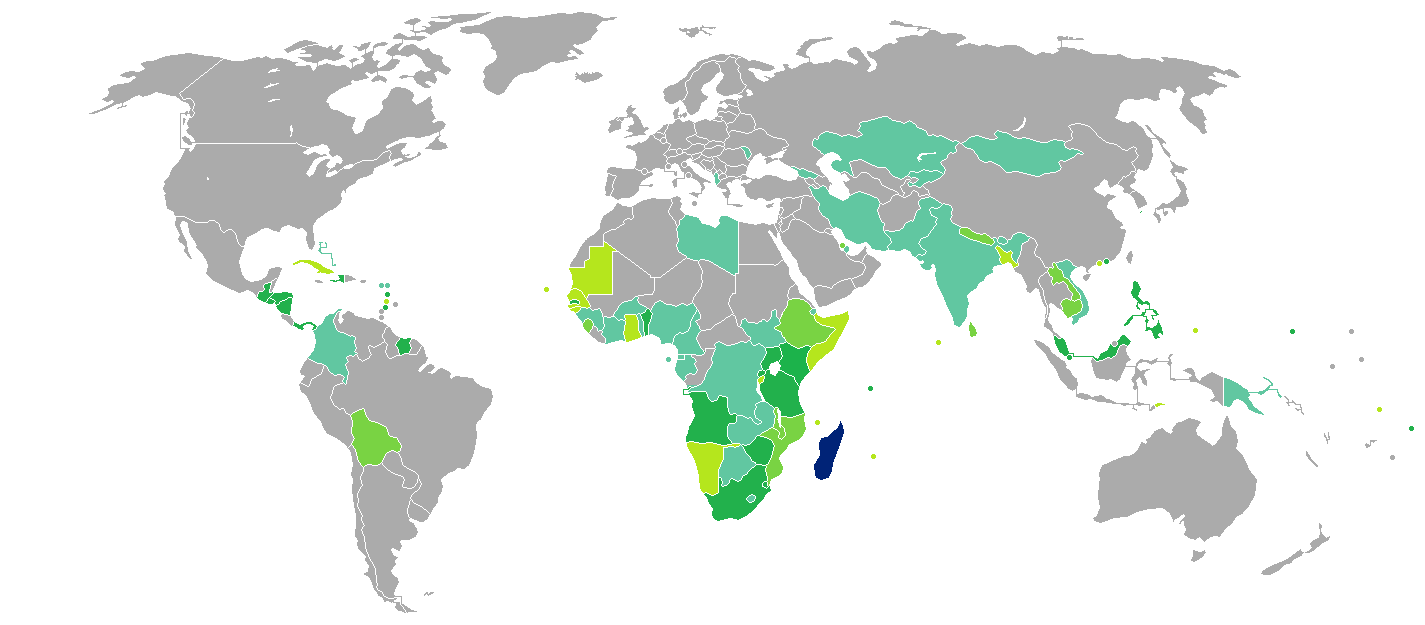
持馬達加斯加護照的馬達加斯加人口簽證要求分布圖：入境中華民國需要簽證。

兩國國民皆須申請簽證方可入境對方國家。馬達加斯加政府沒有給予任何地區的外籍人士免簽證待遇，持中華民國護照的中華民國國民可於抵達首都的伊瓦圖國際機場時辦理落地簽證入境，停留最多30天。
持馬達加斯加護照的馬達加斯加國民抵台參加由中央政府機關主辦、協辦或贊助之國際會議、運動賽事、商展或其他活動，可以電子簽證入境中華民國，停留最多30天並不得延期。

## 交通

### 航空

#### 客運
兩國無直航班機，可經由（不計航點遠近，截至2023年6月28日）：
- 臺北→廣州、伊斯坦堡、巴黎、羅馬（*季節性飛馬達加斯加）、米蘭*、布拉格*（2023年7月18日開航臺北），再轉機前往馬達加斯加的國際機場（英语：List of airports in Madagascar）。
- 臺中→廣州[註 3]→馬達加斯加。
- 高雄→廣州→馬達加斯加。

## 外部連結
- 中華民國外交部－馬達加斯加共和國簡介 （页面存档备份，存于）
- 駐南非共和國台北聯絡代表處
- 外交部領事事務局－國外旅遊警示分級表
- 中華民國衛生福利部－國際旅遊疫情建議等級
- 中華民國國際經濟合作協會 （页面存档备份，存于）